# Гаучи, Джо
Джо Энтони Гуачи (англ. Joe Anthony Gauci; род. 4 июля 2000, Аделаида) — австралийский футболист, вратарь клуба «Астон Вилла» и сборной Австралии, на правах аренды выступающий за «Барнсли».

## Клубная карьера
Гуачи — воспитанник клубов «Уаихеке Юанйтед», «Камберленд Юнайтед», «Сентрал Кост Маринерс» и «Мельбурн Сити». В 2019 году он дебютировал за дублирующий состав последних. В 2020 году Гаучи перешёл в «Аделаида Юнайтед». 18 апреля 2021 года в матче против «Сиднея» он дебютировал в A-Лиге. В начале 2024 года Джо подписал контракт с английской «Астон Виллой».

## Международная карьера
В 2022 году в составе олимпийской сборной Австралии Йенги принял участие в молодёжном чемпионате Азии в Узбекистане. На турнире он сыграл в матчах против команд Кувейта, Ирака, Саудовской Аравии, Иордании и Туркменистана.
28 марта 2023 года в товарищеском матче против сборной Эквадора Гуачи дебютировал за сборную Австралии.
В 2024 году Гуачи принял участие в Кубке Азии 2023 в Катаре. На турнире он был запасным и на поле не вышел.